# 金子伸哉
金子 伸哉（かねこ しんや、1973年1月12日 - ）は、日本の俳優。千葉県出身。身長170cm。劇団ブラボーカンパニー、株式会社フレグランスプロダクション所属。
| スタブアイコン | サブスタブ | この項目は、まだ閲覧者の調べものの参照としては役立たない、俳優（男優・女優）に関連した書きかけの項目です。この項目を加筆・訂正などしてくださる協力者を求めています（P:映画/PJ芸能人）。 |